# پری دریایی کوچولو
پری دریایی کوچولو (به دانمارکی: Den lille havfrue) نام رمانی نوشتهٔ هانس کریستیان آندرسن، نویسندهٔ دانمارکی، است. داستان دربارهٔ پری دریایی جوانی است که می‌خواهد زندگیش در دریا را کنار بگذارد تا یک روح انسانی به دست آورد. این داستان نخستین بار در سال ۱۸۳۷ در مجموعه داستانی از آندرسن چاپ شد. متنقدان و تحلیلگران بسیاری این داستان را تحلیل کرده‌اند؛ بسیاری از این تحلیل‌ها بر پایهٔ این سؤال است که چرا آندرسن داستانی تراژیک با پایانی خوش ساخته‌است. قصهٔ پری دریایی کوچولو بر آثار هنری متعددی از نقاشی، فیلم، آنیمه، باله و تأثیر گذاشته‌است، از آن جمله می‌توان به فیلم پری دریایی کوچولو، مجسمهٔ پری دریایی اشاره کرد.

## داستان
داستان چنین شروع می‌شود: «وسط اقیانوس، آنجا که رنگ آب مثل شبق آبی و مثل الماس شفاف است، خیلی خیلی عمیق است.»
در اعماق دریای آبی قلمرو بی‌انتهای پادشاه دریاهاست. دختر کوچک و زیبای پادشاه از ۱۵ سالگی اجازه دارد روی صخره‌ای بنشیند و از دور مردم روی زمین را تماشا کند. یک روز که پسر پادشاه برای تفریح به دریا آمده، کشتی او غرق می‌شود، پری دریایی به سرعت دست به کار می‌شود و شاهزاده را نجات می‌دهد و در جا به او دل می‌بندد. پری دریایی نیز با آواز دلفریب خود شاهزاده را گرفتار می‌کند، اما شاهزاده او را نمی‌شناسد و خیال می‌کند که زن دیگری او را نجات داده‌است.
پری دریایی برای از دست دادن دم ماهی‌وار خود و رفتن پیش شاهزاده، پیش جادوگر دریا رفته و در ازای پذیرش چند شرط (این که پری دریایی صدای خود را از دست می‌دهد، هرگز نمی‌تواند به دریا بازگردد، هر گامی که برمی‌دارد درد راه رفتن رو چاقو را دارد و اگر نتواند شاهزاده را در ۳ روز عاشق خود کرده و با او ازدواج کند خواهد مرد) دم خود را با پای انسان عوض می‌کند. وی پس از قبول معامله یک معجون دریافت می‌کند که نوشیدن آن مانند رد شدن شمشیر از درون بدنش درد دارد؛ ولی پس از به‌هوش آمدن تبدیل به انسان می‌شود.
اما شاهزاده عاشق دختر دیگری شده و با وی ازدواج می‌کند. پری دریایی روی صخره‌ای در انتظار مرگ خود نشسته که خواهران وی نزد او می‌آیند و به او خنجری می‌دهند که در ازای دادن موهای بلند و زیبای خود با جادوگر دریا گرفته‌اند و در صورتی که پری دریایی شاهزاده را در خواب بکشد و خون او را روی پای خود بریزد دوباره پری دریایی شده و به دریا بازمی‌گردد. پری دریایی این معامله را رد می‌کند و خنجر و خودش را از روی کشتی توی دریا می‌اندازد. بدن وی تبدیل به کف می‌شود؛ ولی به جای این که از بین برود، خورشید گرم را حس می‌کند و می‌فهمد که روحی زمینی اثیری و روشن، دختر هوا شده‌است. همچنان‌که پری دریایی به سمت آسمان عروج می‌کند، چند دختر دیگر به او خوش آمد گفته و به وی می‌گویند که مانند آن‌ها شده چرا که با تمام وجودش برای به دست آوردن روح ابدی تلاش کرده‌است. به خاطر از خودگذشتگی وی، به او فرصت به دست آوردن روح خودش در ازای نیکی کردن به مدت ۳۰۰ سال به بشر داده می‌شود و یک روز وارد ملکوت خدا می‌شود.

## ترجمه‌ها
این داستان به بیشتر زبان‌های دنیا، از جمله چندین بار به زبان فارسی، ترجمه شده‌است. از آن جمله، فرح پهلوی کتاب را تحت عنوان «دخترک دریا» ترجمه و تصویرسازی کرده‌است که در مهر سال ۱۳۵۲ در کانون پرورش فکری کودکان و نوجوانان چاپ شد. جمشید نوایی این داستان را در مجموعهٔ چهار جلدی آثار کریستین آندرسن در سال ۱۳۸۶ ترجمه کرده‌است.